# Trichogramma atopovirilia
Trichogramma atopovirilia is een vliesvleugelig insect uit de familie Trichogrammatidae. De wetenschappelijke naam is voor het eerst geldig gepubliceerd in 1983 door Oatman & Platner.